# 城市维护建设税
城市维护建设税（简称城建税），是在中国大陆境内地区征收的一种用于市政建设维护的税种。1985年2月8日中华人民共和国国务院颁布施行《中华人民共和国城市维护建设税暂行条例》。2020年8月11日第十三届全国人民代表大会常务委员会通过了《中华人民共和国城市维护建设税法》，2021年9月1日施行。该税种无特定的课税对象，以增值税、消费税的税额作为计税依据。同时该税属于专款专用，只定向用于市政建设，由各地方税务局负责征收，并且根据城镇规模的不同设计不同税率。

## 历史
自1949年至1979年间，中国大陆的城市建设主要依靠原有的工商税附加、城市公用事业附加和中央人民政府下拨的城市维护费，作为资金来源。随着改革开放以后，城市的市政建设增加，使得市政建设资金出现缺口。为了弥补这一问题，同时统一原有的市政资金划拨。1985年2月8日，国务院正式发布《中华人民共和国城市维护建设税暂行条例》。2020年8月11日，第十三届全国人民代表大会常务委员会通过了《中华人民共和国城市维护建设税法》，于2021年9月1日起施行。

## 纳税义务人
城市维护建设税的纳税义务人是承担缴纳增值税、消费税义务的单位和个人。原先包括国有企业、集体企业、私营企业、股份制企业、其他企业和行政单位、事业单位、军事单位、社会团体、个体工商户和个人。
2010年11月4日，财政部发布通知，宣布从翌月1日起，纳税义务人扩展到外资企业、外国企业和外籍个人。但12月1日前外资企业发生的增值税、消费税和营业税并不征收城市维护建设税。

## 税额的计算

### 税率
城建税的税率实行比例税率，即按照纳税义务人实际缴纳的增值税、消费税的税额按固定比率进行计算。不过由于各区域的城市建设和所需要维护使用的资金不同，因此城市维护建设税共设置了三档税率：
- （一）实际缴纳或代扣代收代缴地为市区的，税率为7%；
- （二）实际缴纳或代扣代收代缴地为县城、建制镇的，税率为5%；
- （三）实际缴纳或代扣代收代缴地非市区、县城、建制镇，以及海上油气田，税率为1%；

### 计税依据
按照一般规定，城建税的计税依据为实际缴纳的增值税、消费税税额。如有免征或减征三种税税额的，城建税也需要同时免征或减征城建税。不过，出口环节享受增值税、消费税退税的，已缴纳的城建税不再退还。另外，从2005年1月1日起，纳税人出口环节的当期免抵增值税税额的部分，也应当缴纳城建税。

## 税收优惠与征收管理

### 税收优惠
首先，由海关征收的进口环节增值税、消费税税额，不需要缴纳城建税。同时，为支持重大水利工程建设，对国家重大水利工程建设基金免征城市维护建设税。

### 纳税地点
由于城建税是附加税，所以增值税、消费税的纳税地点同时也是城建税的纳税地点，并根据纳税地点适用不同税率。不过如果属于代扣代缴、代收代缴增值税、消费税的单位与个人，则以代收代缴、代扣代缴义务人所在地为纳税地点。对于跨省开采的油气田，则由油井所在地缴纳。如果采用管道输油获得收入的，则在各管道局所在地缴纳城建税。

### 纳税期限
城建税的上缴入库时间，按照增值税、消费税的缴纳时间进行缴纳。其中增值税、消费税产生的城建税按1日、3日、5日、10日、15日或一个月纳税。而营业税产生的城建税则为5日、10日、15日或者一个月纳税。

## 相关文件
- 中华人民共和国城市维护建设税暂行条例，1985年2月8日中华人民共和国国务院（国发〔1985〕19号）发布，自1985年度起施行
- 全国人民代表大会常务委员会关于外商投资企业和外国企业适用增值税、消费税、营业税等税收暂行条例的决定，1993年12月29日公布施行
- 关于出口货物征收城市维护建设税教育费附加有关问题的通知，1996年12月27日，财政部（财税字[1996]84号）
- 关于生产企业出口货物实行免抵退税办法后有关城市维护建设税教育费附加政策的通知，2005年2月25日，财政部（财税[2005]25号）
- 国务院关于统一内外资企业和个人城市维护建设税和教育费附加制度的通知（国发〔2010〕35号）（页面存档备份，存于），2010年10月18日中华人民共和国国务院发布
- 财政部国家税务总局关于对外资企业征收城市维护建设税和教育费附加有关问题的通知（财税〔2010〕103号） ，2010年11月4日中华人民共和国财政部 国家税务总局发布